# Rhaucus robustus
Rhaucus robustus is een hooiwagen uit de familie Cosmetidae. De originele naamcombinatie (protoniem) was Megarhaucus robustus Mello-Leitão, 1941.  Een volgende naamrecombinatie werd gepubliceerd als Rhaucus robustus (Mello-Leitão, 1941) in García & Kury 2017.